# Tipula (Pterelachisus) ternaria
Tipula (Pterelachisus) ternaria is een tweevleugelige uit de familie langpootmuggen (Tipulidae). De soort komt voor in het Nearctisch gebied.